# One Night in Bangkok (album)
One Night in Bangkok – album koncertowy niemieckiego thrashmetalowego zespołu Sodom, wydany 28 lipca 2003 przez Steamhammer/SPV. 
Materiał został nagrany w stolicy Tajlandii Bangkoku w 2002, podczas azjatyckiej trasy koncertowej zespołu, promującej dziesiąty album studyjny grupy M-16. Album składa się z dwóch płyt, na których zostały zarejestrowane nagrania z koncertu.  
Utwór Stalinhagel jest połączeniem dwóch innych kompozycji: Stalinorgel i Bombenhagel. 
Okładkę płyty zaprojektował Tom Angelripper. 

## Lista utworów
Dysk 1:
1. „Among the Weirdcong” – 5:03
2. „The Vice of Killing” – 4:22
3. „Der Wachturm” – 3:04
4. „The Saw Is the Law” – 3:36
5. „Blasphemer” – 2:46
6. „Sodomized” – 2:55
7. „Remember the Fallen” – 4:18
8. „I Am the War” – 4:11
9. „Eat Me!” – 2:54
10. „Masquerade in Blood” – 2:52
11. „M-16” – 4:31
12. „Agent Orange” – 5:43
13. „Outbreak of Evil” – 3:34

Dysk 2:
1. „Sodomy & Lust” – 5:34
2. „Napalm in the Morning” – 6:18
3. „Fuck the Police” – 3:21
4. „Tombstone” – 4:10
5. „Witching Metal” – 2:51
6. „The Enemy Inside” – 4:36
7. „Die Stumme Ursel” – 2:52
8. „Ausgebombt” – 4:38
9. „Code Red” – 4:09
10. „Ace of Spades” (Motörhead cover) – 2:46
11. „Stalinhagel” – 8:00

## Skład zespołu
- Tom Angelripper – gitara basowa, wokal
- Bernemann – gitara
- Bobby Schottkowski – perkusja